# Prinsepia utilis
Prinsepia utilis är en rosväxtart som beskrevs av John Forbes Royle. Prinsepia utilis ingår i släktet Prinsepia och familjen rosväxter. Inga underarter finns listade i Catalogue of Life.